# Comuna Uleanovka, Mîkolaiivka
Uleanovka (în ucraineană Ульяновка) este o comună în raionul Mîkolaiivka, regiunea Odesa, Ucraina, formată din satele Komarașeve, Mareanivka, Novopokrovka și Uleanovka (reședința).

## Demografie
Componența lingvistică a comunei Uleanovka
     Ucraineană (94,44%)
     Rusă (2,98%)
     Română (2,16%)
     Alte limbi (0,2%)
Conform recensământului din 2001, majoritatea populației comunei Uleanovka era vorbitoare de ucraineană (94,44%), existând în minoritate și vorbitori de rusă (2,98%) și română (2,16%).